# Le Geôlier
Le Geôlier, ou Portrait de son geôlier est un tableau non daté ni signé, peint à la fin du XVIIIe siècle (vers 1794) ou au début du XIXe siècle, dont l'attribution, concernant son auteur, est sujet à débat. Il fait partie des collections du musée des beaux-arts de Rouen (numéro d'inventaire 1931.15). Par le traitement de la figure, il est considéré par le musée qui le conserve  comme un authentique tableau de Jacques-Louis David, cette attribution est défendue par Nicolas Sainte Fare Garnot lors de l'exposition David du musée Jacquemart-André. Antoine Schnapper commissaire de l'exposition David de 1989, se montre plus prudent, reconnaissant qu'après un récent nettoyage de la toile, celle-ci pouvait mériter d'être réhabilité. Depuis la fin du XIXe siècle ce tableau est présenté comme le portrait du geôlier de David, quand l'artiste était emprisonné à l'hôtel des fermes après la chute de Robespierre. Ce qui rapproche la période de réalisation de  la toile de l'autoportrait du peintre fait à cette époque.
Sur une étiquette collée au revers de la toile figure une inscription : CE PORTRAIT A ETE PEINT PAR LE PEINTRE DAVID LORSQU'IL ETAIT EN PRISON, IL REPRESENTE SON GEOLIER LE FILS DE CE GEOLIER, OFFICIER RETRAITE HABITAIT COMPIEGNE ET LORS DE SON ENTREE AUX INVALIDES A OFFERT LE PORTRAIT QU'IL NE POUVAIT EMPORTER, AU DOCTEUR JOSSET SON MEDECIN, EN SOUVENIR ET REMERCIEMENTS DE SES BONS SOINS

## Provenance
- Le modèle, le fils du modèle, le docteur Josset ou Gosset[3], Madame Claudel cousine de Madame veuve Josset (ou Gosset), vente aux enchères des collections de Madame Claudel, Rouen 15 octobre 1931, préempté par le musée à cette vente.